# 小田京子
小田 京子（おだ きょうこ、1980年12月12日 - ）は、神奈川県出身のグラビアアイドル、タレント。ギャレエンタテインメント所属。

## プロフィール
- チャームポイント：胸元のホクロ、ウエストのくびれ、股下80cm
- 好きな食べ物：エビフライ、えんがわ、モンブラン
- 趣味：CAFE、TVゲーム、乗馬、サウナ、映画鑑賞、絵画、旅行、スパ
- 特技：珈琲とお紅茶をいれること、素潜り、スキー（2級）、書道（7段）、料理（おにぎり）、柔軟
- そのルックスからは想像もつかないアニメ声が特徴。

## 出演

### CM
- イオングループ「グルメドール」
- Tu-Ka「キアロ」 - スチル

### 舞台
- だから誰もいなくなった - クィンシー役

### ラジオ
- 智一・美樹のラジオビッグバン（文化放送） - レギュラー
- 古本新之輔 ちゃぱらすかWOO!（文化放送） - レギュラー

### 雑誌
- MyBirthday
- プチセブン - 表紙

### TV
- 情報新惑星（BS日テレ） - レギュラー
- エンタdeパンチ（エンタ!371） - レギュラー
- デジドル＠DEEP（MONDO21）

### 声優
- 週刊ヤングサンデー付録DVD『都立水商!』（2006年 No.17 4月5日号） - ナレーション

## リリース作品

### DVD
- KNOCK OUT （2006年5月26日 リバプール）
- 遥かな彼女と僕 （2006年10月27日 リバプール）